# Cordone litorale

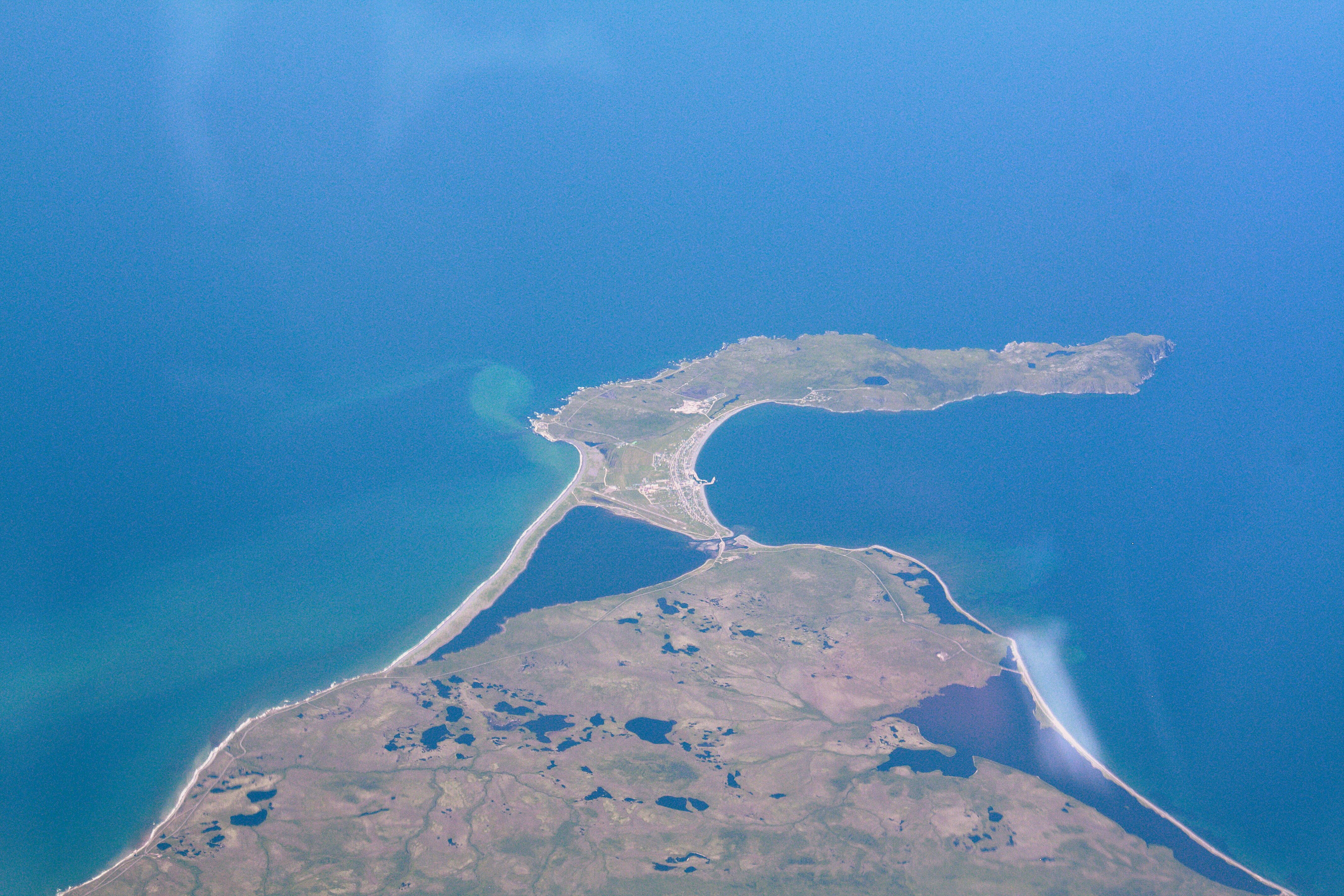
Esempio di cordone litorale, Airdrie, Canada

Un cordone litorale è una formazione costiera formata dall'azione di trasporto di materiali da parte dei grandi fiumi e dalle correnti della deriva litoranea, che originano depositi che sostituiscono ai contorni della costa, formando una sorta di "argine" naturale. Un costone è tipicamente costituito da materiali quali sabbia o ciottoli; spesso la formazione ha un andamento ricurvo, soprattutto in prossimità dell'apice, caratteristica probabilmente dovuta all'azione delle onde.